# 대한민국 제17대 국회 전반기 의장단 선거
제17대 국회 전반기 의장 선거는 2004년 6월 5일, 부의장 선거는 6월 7일 실시되었다.
선거 결과 6선의 김원기 열린우리당 의원이 국회의장에, 5선의 김덕규 열린우리당 의원과 5선의 박희태 한나라당 의원이 국회부의장에 선출되었다.
당초 여야는 6월 5일 국회의장단 선출을, 6월 7일 상임위원장 선출을 마무리할 것을 합의한 바 있었으나, 상임위 배분 등에 대한 협상의 타결이 늦어져 결국 시한을 넘기게 되었다.

## 선거 제도
국회의 의장 및 부의장은 국회의원들의 무기명 투표로 선출하되 만약 1차 투표 결과 재적 의원의 과반을 득표한 자가 없으면 2차 투표를 실시하고, 2차 투표에서도 과반 득표자가 나오지 않을 시 최고득표자와 차점자에 대하여 3차 결선 투표를 실시하되 이 경우 단순 다수 득표자를 당선자로 하도록 되어있었다.

## 배경
1960년 이후 처음으로 민주당계 정당이 다수당 지위를 차지한 제17대 국회의 개원을 앞두고 원내의 각 정당들은 원 구성을 두고 치열한 신경전에 들어갔다. 국회의장직은 당연히 과반 의석을 차지한 열린우리당에 돌아갈 것으로 예상되었으나, 국회부의장직 두 자리를 놓고서는 열린우리당과 한나라당이 하나 씩 나눠 갖느냐, 아니면 한나라당과 민주노동당이 하나 씩 나눠 갖느냐를 두고 갑론을박이 벌어졌다.
구속 수감 중이던 두 사람을 제외, 150석을 점하고 있던 열린우리당은 단독으로도 국회의장단을 결정할 수 있던 만큼, 국회의장과 국회부의장 모두 차지하겠다는 의지를 피력하였다. 반면 한나라당과 민주노동당 등 야당은 소수당 배려 차원에서 원내 제3당인 민주노동당에 부의장직을 하나 내주어야 한다고 주장하였다.
한나라당은 지난 번 국회의장단 선거를 앞두고 2002년 7월 8일 새천년민주당과 한나라당이 한 당에서 국회의장과 국회부의장을 둘 다 차지하지 못하게 하자는 것에 합의했던 것을 들어, 열린우리당이 국회의장을 차지할 경우 국회부의장은 차지할 수 없다고 주장하였다. 해당 합의가 이루어지던 때는 새천년민주당과 연립정부를 구성하고 있던 자유민주연합이 교섭단체 지위를 확보하지 못하고 있던 시기로, 민주당은 자민련에 국회부의장직을 하나 배분하기 위해 이같은 합의를 추진한 것이었다. 열린우리당은 새 국회가 열리는 마당에 이전 국회 당시 체결된 합의를 따를 필요가 없다며 한나라당의 주장을 배격하였다.

## 후보

### 국회의장 후보

#### 열린우리당
열린우리당은 2004년 6월 4일 의원총회를 개최하고 17대 국회 최다선 의원인 6선의 김원기 의원을 국회의장 후보에 추대하였다.
당초 열린우리당은 경선을 치르기로 결정하고 장영달 의원을 위원장으로 하는 선거관리위원회까지 구성하였으나, 김원기 의원 외에 후보 등록을 한 사람이 없어 투표를 실시할 필요가 없게 되었다.

### 국회부의장 후보

#### 열린우리당
열린우리당은 2004년 6월 4일 의원총회를 개최하고 5선의 김덕규 의원을 국회부의장 후보에 추대하였다.
당초 열린우리당은 경선을 치르기로 결정하고 장영달 의원을 위원장으로 하는 선거관리위원회까지 구성하였으나, 김덕규 의원 외에 후보 등록을 한 사람이 없어 투표를 실시할 필요가 없게 되었다.

#### 한나라당
한나라당은 전직 당 대표인 박희태 의원을 국회부의장 후보로 결정하였다.
당초 국회부의장 경선 후보 등록을 받은 결과 박희태 의원 외에도 전직 당 사무총장인 이상득 의원이 입후보했으나, 경선 투표일 전날인 6월 1일 이상득 의원이 후보직 사퇴를 선언하여 박희태 의원이 후보로 확정되었다.

## 경과
국회법에 따르면 국회의장이 선출되기 전 임시의장은 출석 의원 중 최다선 의원이 맡아야 했으므로, 17대 국회 최다선 의원인 김원기 의원이 임시의장이 되어 국회의장 선거의 사회를 봐야만 했다. 그러나 김원기 의장은 본인이 후보이면서 선거의 사회를 보는 것은 민망하다며 사전에 사양 의사를 밝혔고, 이에 따라 차다선자인 이상득 한나라당 의원이 임시의장을 맡게 되었다.
국회의장 선거는 2004년 6월 5일 제247회 국회 (임시회) 제1차 본회의에서 실시되었다. 본회의는 이 날 오전 10시 열리는 것으로 합의된 바 있었으나, 예결위를 일반 상임위로 전환하는 문제를 놓고 열린우리당과 한나라당 간 협상이 지연되며 결국 12시간이 지난 밤 10시에야 개의되었다. 이 때문에 비교섭단체 의원들, 특히 민주노동당 의원들은 12시간 동안 아무 통보도 듣지 못한 채 본회의장에 앉아 있었다. 그나마도 국회부의장 선거는 양대 정당 간의 원 구성 협상이 마무리되지 못한 관계로 7일로 미뤄졌다.
국회부의장 선거는 6월 7일 제247회 국회 (임시회) 제2차 본회의에서 실시되었다. 그러나 이 날까지도 예결위 문제가 합의되지 못해 양대 정당의 협상이 지속, 개의 예정 시간인 오후 2시를 넘도록 본회의가 열리지 않았고, 시간 맞춰 나온 비교섭단체 의원들은 40분가량 아무 소식도 듣지 못한채 본회의장에서 기다려야 했다. 양대 정당은 본회의를 4시에 열기로 다시 합의했으나, 이 역시 지켜지지 못해 실제 회의는 4시 40분에야 개의될 수 있었다.
민주노동당과 새천년민주당은 양대 정당이 소수 정당을 무시해 회의 지연 소식조차 제대로 알리지 않은 것, 원 구성 협의 과정에서 비교섭단체들이 완전 배제된 것 등에 대한 항의의 표시로 국회부의장 선거를 보이콧하였다.

## 선거 결과

### 국회의장 선거
전라북도 정읍시 지역구의 김원기 열린우리당 의원이 당선되었다.
| 후보   | 소속       | 득표 | %    | 비고 |
| ------ | ---------- | ---- | ---- | ---- |
| 김원기 | 열린우리당 | 217  | 72.6 | 당선 |
| 김혁규 | 열린우리당 | 1    | 0.3  |      |
| 이상득 | 한나라당   | 1    | 0.3  |      |
| 정몽준 | 국민통합21 | 1    | 0.3  |      |
| 기권   | 기권       | 12   | 4.0  |      |
| 무효   | 무효       | 3    | 1.0  |      |
| 결석   | 결석       | 64   | 21.4 |      |
| 재적   | 재적       | 299  | 100  |      |

### 열린우리당 몫 국회부의장 선거
서울특별시 중랑구 을 지역구의 김덕규 열린우리당 의원이 당선되었다.
| 후보   | 소속         | 득표 | %    | 비고 |
| ------ | ------------ | ---- | ---- | ---- |
| 김덕규 | 열린우리당   | 243  | 81.3 | 당선 |
| 박희태 | 한나라당     | 3    | 1.0  |      |
| 김혁규 | 열린우리당   | 1    | 0.3  |      |
| 유필우 | 열린우리당   | 1    | 0.3  |      |
| 정몽준 | 국민통합21   | 1    | 0.3  |      |
| 한화갑 | 새천년민주당 | 1    | 0.3  |      |
| 기권   | 기권         | 4    | 1.3  |      |
| 무효   | 무효         | 5    | 1.7  |      |
| 결석   | 결석         | 40   | 13.4 |      |
| 재적   | 재적         | 299  | 100  |      |

### 한나라당 몫 국회부의장 선거
경상남도 남해군·하동군 지역구의 박희태 한나라당 의원이 당선되었다.
| 후보   | 소속         | 득표 | %    | 비고 |
| ------ | ------------ | ---- | ---- | ---- |
| 박희태 | 한나라당     | 239  | 79.9 | 당선 |
| 박근혜 | 한나라당     | 4    | 1.3  |      |
| 천영세 | 민주노동당   | 3    | 1.0  |      |
| 이상득 | 한나라당     | 2    | 0.7  |      |
| 권영길 | 민주노동당   | 1    | 0.3  |      |
| 김용갑 | 한나라당     | 1    | 0.3  |      |
| 김종인 | 새천년민주당 | 1    | 0.3  |      |
| 이낙연 | 새천년민주당 | 1    | 0.3  |      |
| 이미경 | 열린우리당   | 1    | 0.3  |      |
| 무효   | 무효         | 5    | 1.7  |      |
| 결석   | 결석         | 40   | 13.4 |      |
| 재적   | 재적         | 299  | 100  |      |